# یوهان وونلانتن

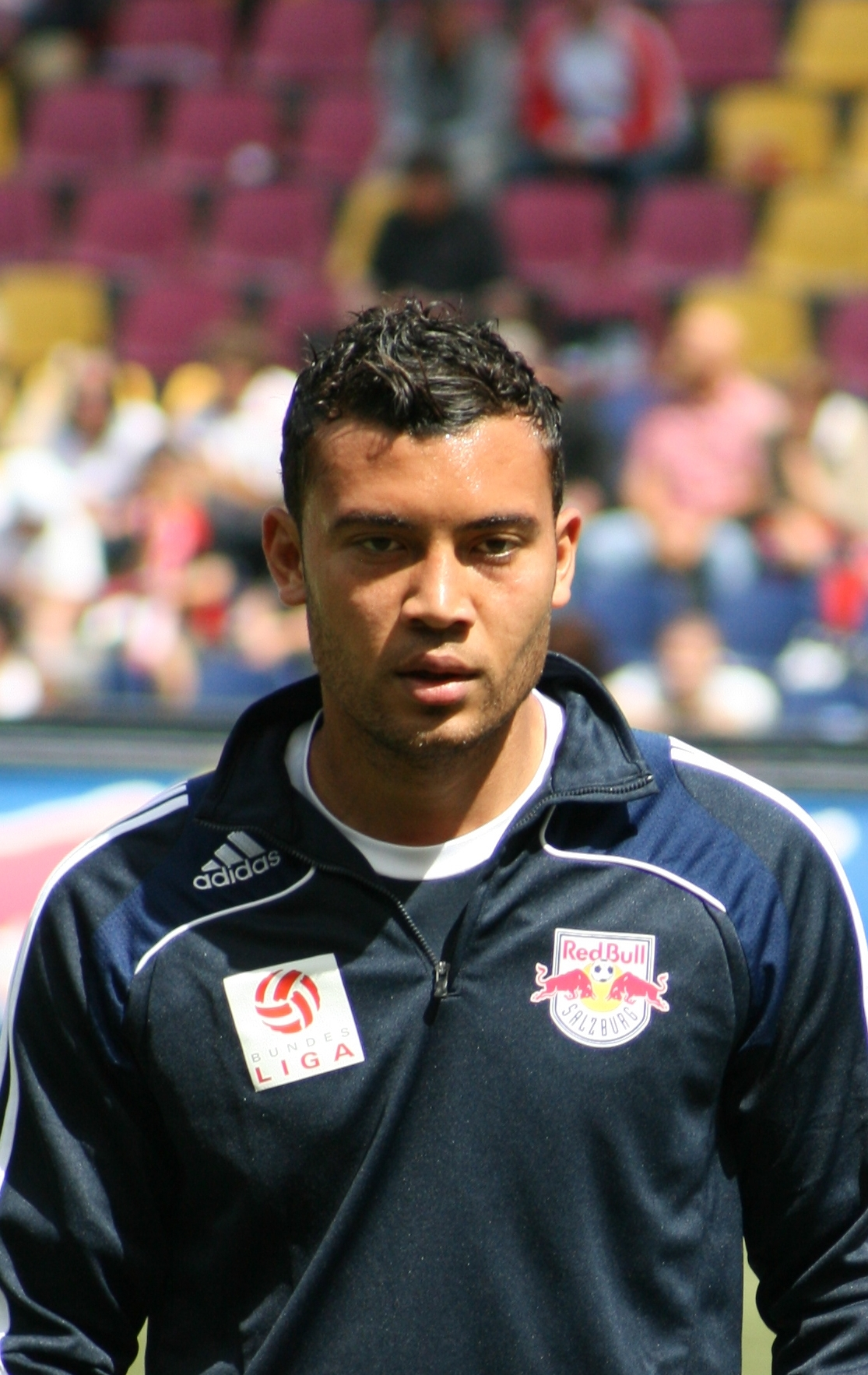
یوهان وونلانتن در تیم ردبول زالتسبورگ

یوهان وونلانتن (آلمانی: Johan Vonlanthen؛ زادهٔ ۱ فوریهٔ ۱۹۸۶) بازیکن فوتبال اهل سوئیس است.

## باشگاهی
از باشگاه‌هایی که در آن بازی کرده‌است می‌توان به یانگ بویز برن، پی‌اس‌وی آیندهوون، برشا، ردبول زالتسبورگ، زوریخ، گراس‌هاپر زوریخ، و سروت ۱۸۹۰ اشاره کرد.

## تیم ملی
وی همچنین در تیم‌های ملی فوتبال سوئیس بازی کرده است.